# ثورة العدوان
ثورة العدوان أو العجارمة أو ثورة البلقاء  كانت أكبر انتفاضة ضد الانتداب البريطاني وحكومة شرق الأردن المثبتة حديثا برئاسة مظهر رسلان. بدأ التمرد في الأشهر الأولى من عام 1923، تحت عنوان "الأردن للأردنيين"، لكن سرعان ما تم التغلب عليها بمساعدة من سلاح الجو الملكي البريطاني. ونتيجة لذلك فر زعيم التمرد ماجد العدوان إلى سوريا مع ابنيه.
بعث المندوب السامي البريطاني في القدس هربرت صموئيل برقيه في ايلول 1920 تقرير تضمن صوره عن برقيه بعثها الشريف الحسين بن علي تاريخ 7/9/1920 إلى كل من سلطان العدوان ورفيفان المجالي جاء فيها”إلى رفيفان المجالي، وجميع الشيوخ في الكرك، والشيخ سلطان العدوان، وجميع الشيوخ في البلقاء، هذا هو الوقت الذي تظهرون فيه همتكم وحماسكم بما يتعلق بدينكم ووطنيتكم اتحدوا واعينو اخوانكم في الدين لانقاذ وطننا من الكفار أحد ابنائي ستحرك اليكم ومعه المال والتزويد”
وقد تياينت المواقف بين مؤيد ومعارض ورفض بعض شيوخ عرب البلقاء وعلى رأسهم سلطان العدوان والشيخ صايل الشهوان العجرمي. وقد تاخرا في استقبال الأمير بعد 3 أيام
موقف العدوان من الزعامات المحلية
اتسمت علاقات العدوان مع القبائل الأخرى بالود والصفا حينا، وبالخصومة والجفا حينا اخر فكانت تربطا بقبائل الجنوب والشمال علاقات حسنة وقلما تقع صدامات اما القبائل التي تقطن بمنطقة البلقاء كقبيلتي بني صخر وعباد حيث كان نزاع بينهما على ملكية الأرض والمراعي وموارد المياه وكانت بين الشد والرخاء

## حركة ابن عدوان 1923
واجهت إمارة شرق الأردن أعباء داخلية وخارجية كبيرة حيث كانت حديثة العهد بالاستقلال وسط هذه الظروف قامت حركة ابن عدوان التي قامت بنية اصلاحات خاصة في مجال الإدارة فبعد نشوء الإمارة تولى الاستقلاليون السلطة التنفيذية مما اثار معارضة الفئات الاجتماعية
فالزعامات العشائرية في الريف والبادية المتضررة من تنامي قوة السلطة المركزية على حساب نفوذها بادرت إلى العصيان والتحرك المناوئ للحكومة وشكى الفقراء في الريف والبادية من الأوضاع الاقتصادية والاجتماعيه
اما المثقفون فقد اصبحوا عاطلين عن العمل عاشوا ظروفاً صعبة. فتحركوا إلى السلطة وشكلوا اولى التجمعات السياسية العامة في الأردن تحت شعار “الأردن للأردنين”فبداء بعصيان الكورة عام 1921 من حزيران الذي قمعه الاستقلاليون بعنف
فان العصيان الذي حدث في 1923 وهو المعروف بعصيان العدوان يعد انتفاضة وطنية عارمة، فماجد العدوان هو زعيم ثورة البلقاء.
فالبرغم أن شكل الانتفاضة كان عشائرياً فان طابعها العام كان وطنياً ومثل نقطة تحول أساسية في تطور الوعي والممارسة السياسية في شرقي الأردن
حيث أن ماجد هو من رفع شعار الأردن للأردنين-
ارادوا القائمين على هذه الحركة تأسيس دولة بحكومة تتشكل من افراد أردنيين الاصل وبجيش أردني يكون قائده أردنياً.
وفي العاشر من 1922حزيران لعام توجه وجهاء وعرب البلقاء بمبايعة شيخ مشايخ البلقاء سلطان العدوان وابنه ماجد لمقابلة الأمير ودار نقاش بينهم وتردت الأوضاع
طالبت الحركة:-
- بإنشاء مجلس نيابي
- إخراج الغرباء من البلاد
- إسناد الوظائف الصغرى والكبرى إلى أبناء البلاد الا الوظائف التي يرى فيها المجلس ضرورة استخدام غريب وغيرها من المطالب
- تخفيض الرواتب تخفيض عاماً وغيرها من الأهداف التي تدور حول التخفيف من الأعباء الضريبية عن المواطنين

ابن عدوان في المرحلة الأولى من الحركة توجه إلى قصر الأمير عبد الله في ماركا على رأس حشد كبير من رجاله لايقل عن الف خيال ودخلوا العاصمة على شكل مظاهرة ودار نقاش بين ماجد والأمير ووعدهم الأمير بفترة اسبوع لتلبية مطالبهم وكلف حسن خالد أبو الهدى بتشكيل حكومة تستجيب نوعاً ما لمطالبهم فكان أحد افرادها أردني الاصل والسعي إلى تاسيس مجلس نيابي لكن اشتمل برنامج الحكومة على اجرائات قمعية ضد ابن عدوان وتم القاء القبض على أعضاء الحزب الوطني وكانت هناك مفاوضات من الحكومة مع المعارضة بتأيد الحكومة ولكن سلطان وماجد عزموا على المواجهة والحصول على مطالبهما.
وتم توجية من الأمير إلى سلطان بمثابة إنذار انه يجب أن يستسلم والا سيتم استعمال القوات وسلاح الجو الملكي والجيش. عندها تقدم سلطان وماجد بجموعهما نحو عمان وبعثا رسالة إلى المعتمد البريطاني في عمان السيد فيلبي – موقعة من عشائر العجارمة والشراكسة وبني حميدة والبلقاء يوضحون فيها سبب حركتهم ورفض الأمير لمطالبهم التي يعتقدون بشرعيتها وهي المطالب الشرعية للشعب وجازاهم بدل ذلك بالسجن بل نكاية لهم ابدى صداقتة لبني صخر فوقع عليهم الظلم وعدم المساواة وكما بينوا انه هددهم بإرسال الطائرات وطلبوا منه عدم مساعدة الأمير وإذا ما فعل سيرفعوا الامر إلى حكومة صاحب الجلالة.

### تقدم جموع العدوان
وتقدم سلطان وصايل بمجموعة من حسبان بإتجاه عمان واثناء المسير تم الاستيلاء على مخفر ناعور ومخفر وادي السير ومخفر صويلح ونهب ما فيها من بنادق وخيول وقطع اسلاك البرق والهاتف ومن ثم توجه إلى عمان واقام في المنطقة الممتدة بين تلاع العلي وخلدا وصويلح وقطع طريق السلطاني الطريق الذي يصل عمان بالسلط.
وبعد أن اتضح أن سلطان عازم على رفع راية العصيان أرسل الأمير بعض افراد حاشيته ليبلغوه انه سيتم النظر في مطالبه بوقت قريب فعليه أن يخلد إلى السكينة ولكن سلطان عمد إلى طرد الرسل دون أن يستمع اليهم.
ولم يثق باي قول عند ذلك طلب الأمير من المعتمد البريطاني التدخل وقمع الثورة الا أن فيلبي ابدى اسفه لعدم وجود الصلاحيات لديه من قبل الحكومة البريطانية وارسل إلى الحكومة وحاول اقناعها في مساندته وطلب الأمير قائد الطيران بيك اوفن وكركبرايد الصغير وباحثهما في امر الحركة. وكان موقف البريطانين كان ضد الحركة وهددوا بقمعها، وكان سلطان العدوان وجه كتابا إلى فيلبي (المعتمد البريطاني في عمان) في 14 ايلول 1923، يهدده فيه بتقديم شكوى إلى الحكومة البريطانية إذ ما قام بتقديم ايه مساعده لحكومه الأمير وكان فيلبي قد رد على الرسالة ب 15 ايلول مهدداً اياه وماجد وصايل الشهوان أن لم يستسلموا للامير عبد الله حتى يوم 17 ايلول فانه سيلاحق قواتهم بالطائرات والسيارات والقوات المسلحة

### تدخل القوات البريطانية
قرر البريطانيون في صبيحة يوم 16 ايلول 1923 بالتقدم نحو صويلح حيث مخيم أهل البلقاء بقيادة ابن عدوان وحلّقت طائرات لاستكشاف المخيم وكان الجيش العربي قد تحرك بقيادة فؤاد سليم بقوه عددها 300 خيال و400 جندي من المشاة واخذ موقعه وكان الأمير شاكر قد شكل وحده جيشاً من اهالي الكرك وعشائر بني صخر وعباد وبلقاوية عمان وتمركز بهم بمناطق جنوب عمان واثناء مسير السيارتين المدرعتيين داهمهما خمس ثوار اغلبهم من عشيرة العساف ادت بجرح اثنين وقتل فهد أحمد قبلان العساف وسالم حصيد السرحاني
واستمرت المدرعتان بالتقدم نحو صويلح حتى داهمتهما جموع الثوار وكان في مقدمته الشيخ صايل الشهوان عقيد التجمع الذي هاجم المدرعتين فاطلقتا عليه النار وارديتاه قتيلاً وعند سماع الصوت حرك الجيش العربي قوه تتكون من 120 خيالًا وشرعت بقصف الثوار واستمرت المواجهة ساعه من الزمن وانتهت بهزيمه الثوار وخروج سلطان واولاده ماجد ومنصور وعبد الحميد وعدد من المهاجمين نحو سوريا وتراجعت القبائل المشتركة إلى مناطقها التي جاءت منها نجمت هذه عن خسائر الجيش واصابة 3 من الجنود وبعض الاليات. وبعد عدة مفاوضات توسط النوري الشعلان لدى الأمير للعفو عن ابن عدوان واولاده للعوده إلى شرقي الأردن.
ان هذه الحركة يمكن اعتبار انها تحمل ضمن سياقها التاريخي حركة سياسية اصلاحية جاءت على شكل انتفاضة وبالرغم مما انتهت اليه الا انها عمقت الشعور الوطني لدى سكان الإمارة.

## وفاة ماجد العدوان
الكل يعرف أن الشيخ ماجد قد توفي في ظروف غامضة، ففي ذاك اليوم الذي كان عنده غداء كبير لضيف كان عنده من العراق وهو محروث بن هدال. وكان هناك الأمير ومجموعة أخرى من البريطانيين لن تصل بعد، فدخل الخيمة حيث كان عنده اجتماع مع اثنين وامرأة من الاجانب البريطانيين فبعد دقائق خرج من خيمة الاجتماع وسقط على الأرض فجتمع الرجال علية وبعد ثواني قليلة جاءت القوات البريطانية وحاوطو المكان واخذوه وهم يقولون مات مات وبسرعة وضعوه بقبر دون أن يغلقوه مع الحراسة المشدادة وفي الليل جاءت طائرة ونزلت على قبرة واخذته واغلقوا القبر حيث كانت الناس مصدومة لانها كانت فاجعة..هذا الكلام منقول شهود عيان حيث كانوا موجودين ومقربين من الحادثة ويقولوا انة كان تحت تاثير مخدر عندما سقط الشيخ. كان هذا كان في عام 1946 عن عمر يناهز 48 عاما وهذا بائن من صحيفتي الأردن وفلسطين.